# Nachhaltiges Eventmanagement
Nachhaltiges Eventmanagement (auch bekannt als event greening) umfasst die Planungs-, Durchführungs- sowie Nachbereitungsprozesse einer Veranstaltung unter Berücksichtigung von sozialen, ökonomischen und ökologischen Nachhaltigkeitsaspekten entsprechend der Brundtland-Definition. Alle Aktivitäten und Akteure entlang der Wertschöpfungskette werden einbezogen, auf ihre Umweltauswirkungen hin untersucht und gegebenenfalls optimiert. Die Festlegung strategischer Ziele sowie die Identifizierung von Nachhaltigkeitsindikatoren, die vorgeben, an welchen Stellen Nachhaltigkeitsaspekte in die Strategie zu integrieren sind, dienen im Nachgang der Veranstaltung zur Erfolgsmessung und Maßnahmenweiterentwicklung.

## Entstehung der Handlungsnotwendigkeit
Hintergrund des nachhaltigen Eventmanagements ist die 1970 durch den Club of Rome initialisierte Diskussion um die Grenzen der Weltwirtschaft, die sich in den folgenden Jahrzehnten durch die UN-Klimakonferenzen in Rio de Janeiro und Paris zu einem weltweiten Megatrend entwickelt hat. Die Agenda 21 sowie das Pariser Klimaabkommen legen internationale Ziele für eine nachhaltige Entwicklung fest, die die Gesellschaft als Ganzes einschließen.
Auf zwei Arten wirkt sich dies auf die Eventbranche aus:
1. Das Eventmanagement wird aufgefordert, ihren Beitrag zur Belastung der planetaren Grenzen abzuschaffen, indem sie den Ressourcenverbrauch und Emissionsausstoß minimieren.[4]
2. Events bekommen den Auftrag, an der Aufklärungsarbeit über nachhaltiges Handeln mitzuwirken, indem sie Wissen durch Ereignisse entsprechend dem Prinzip des Edutainments vermitteln und infolgedessen zu einem gesteigerten Bewusstsein in der Gesellschaft beitragen.[5] Abgeleitet aus der strategischen Ausrichtung kann der Bildungsaspekt als hintergründige Komponente in die Veranstaltung integriert oder als Veranstaltungsziel im Rahmen eines Events für Nachhaltigkeit festgelegt werden.[6] Diese Eventform nimmt die Nachhaltigkeit selbst als Veranstaltungsgrund und stellt sie ins Zentrum der weiteren Planungsprozesse.[7]

## Nachhaltigkeit im Eventmarketing
Beim Eventmarketing werden Veranstaltungen nicht um ihrer selbst Willen organisiert, sondern dienen der Erreichung von Kommunikations- und übergeordneten Unternehmenszielen. Um die Stakeholder emotional erreichen zu können, müssen ihre Bedürfnisse und Erwartungen gekannt werden, die sich durch den gesellschaftlichen Wertewandel zunehmend an ökologischen, ökonomischen und sozialen Themenbereichen orientieren. Neben der reinen Unterhaltung sind das Gemeinschaftsgefühl sowie die Erlangung neuen Wissens durch Bildung und Kommunikation ausschlaggebende Gründe, um an einer Veranstaltung teilzunehmen. Der Trend wendet sich vom Entertainment zum Edutainment. Aus diesem Grund müssen sich Unternehmen von der reinen Produktfokussierung abwenden und vom reinen Entertainment zum Edutainment hinwenden. Um positive Wirkung entfalten zu können und Imageschäden vorzubeugen, ist die Übernahme gesellschaftlicher Verantwortung, in Abhängigkeit von der Zielgruppe und ihren Werten, für die Veranstaltungsbranche elementar.

## Handlungsfelder
Markus Große Ophoff, Leiter des Zentrums für Umweltkommunikation der Deutschen Bundesstiftung Umwelt, entwickelte fünf Handlungsfelder zur Umsetzung nachhaltigkeitsbewusster Veranstaltungen, die von den Veranstaltern entsprechend ihrer strategischen Ausrichtung um einzelne konkrete Maßnahmen ergänzt werden können.

### Ressourcen
Im Gesamten Planungs-, Durchführungs- und Nachbereitungsprozess werden die Veranstalter dazu angehalten, alle benötigten Ressourcen auf ihre Notwendigkeit hin zu überprüfen und im nächsten Schritt auszusortieren oder in Hinblick auf nachhaltigere Alternativen zu optimieren. Umweltzertifizierungen, wie beispielsweise der Blaue Engel, können als Beschaffungskriterien herangezogen werden.

### Klima und Energie
Um den Energieverbrauch möglichst gering zu halten, sieht das Handlungsfeld die Nutzung regenerativen Energien sowie die Auswahl von Örtlichkeiten anhand des energetischen Zustandes vor. Hierzu zählen unter anderem die Veranstaltungslocation sowie auch Hotels und Managementräume.

### Mobilität
Das Handlungsfeld Mobilität umfasst die An- und Abreise der Teilnehmer, Veranstalter sowie aller beteiligten Akteure. Es gilt den Individual- auf den öffentlichen Personennahverkehr durch die Schaffung von Anreizen, wie Kombitickets, umzulegen. Zu beachten ist weiterhin die verkehrsgünstige Lage des Veranstaltungsortes sowie mit dem ÖNPV abgestimmte Anfangs- und Schlusszeiten. Externe Dienstleister und Zuliefererbetriebe sollten zudem möglichst regional ausgewählt werden, um lange Anfahrten zu vermeiden.

### Kommunikation
Die Kommunikation dient dazu, Mitarbeiter, Dienstleister sowie potentielle Eventteilnehmer über das Nachhaltigkeitskonzept zu informieren und dadurch zu partizipativem Handeln anzuregen, um eine nachhaltigkeitsbewusste Durchführung und Nutzung der getroffenen Maßnahmen des Events garantieren zu können.

### Catering
Beim Catering wird sich einerseits auf die Reduktion und/oder Weiterverwertung von überschüssigen Essensmengen bezogen als andererseits auf die Klimaneutralität der angebotenen Nahrungsmittel. Mittels konkreter Mengenberechnungen anhand von Teilnehmerzahlen können angepasste Bestellungen aufgegeben und Einkäufe getätigt werden. Dennoch anfallende Reste können an gemeinnützige Organisationen, wie die deutsche Tafel gespendet werden. Aufgrund ihrer Co2-Bilanz sind außerdem regionale, saisonale sowie vegetarische und vegane Speisen zu bevorzugen.

## Richtlinien
Mit der zunehmenden Relevanz der Nachhaltigkeit haben sich verschiedene Richtlinien entwickelt, die Eventmanager zur nachhaltigkeitsbewussten Realisierung ihrer Veranstaltung heranziehen können. Die Verwendung beruht auf Freiwilligkeit und ist keinen verpflichtenden Gesetzen unterlegen.
Speziell für die Eventbranche steht folgende Norm zur Verfügung:
- DIN ISO 20121 (Nachhaltiges Veranstaltungsmanagement)

Weiterführend können differenzierte Einzelnormen zur Vertiefung einzelner Aspekte herangezogen werden:
- DIN EN ISO 50001 (Energiemanagementsysteme)
- DIN EN ISO 9004 (Qualitätsmanagement – Qualität einer Organisation)
- DIN 18040 (Barrierefreies Bauen – Planungsgrundlagen)
- DIN EN ISO 9001 (Qualitätsmanagementsysteme)
- DIN EN ISO 14001 (Umweltmanagementsysteme)
- DIN EN ISO 26000 (Leitfaden zur gesellschaftlichen Verantwortung)